# Gabriel Mercado
Gabriel Iván Mercado (ur. 18 marca 1987 w Puerto Madryn) – argentyński piłkarz występujący na pozycji środkowego obrońcy w brazylijskim klubie SC Internacional oraz w reprezentacji Argentyny.

## Kariera klubowa
Mercado zawodową karierę rozpoczynał w 2006 roku w zespole Racing Club de Avellaneda z Primera División Argentina. W tych rozgrywkach zadebiutował 18 marca 2007 roku w przegranym 0−1 pojedynku z Argentinos Juniors. 30 stycznia 2009 roku w wygranym 2−1 spotkaniu z CA Banfield strzelił pierwszego gola w Primera División. W Racingu spędził 4 lata.
W 2010 roku Gabriel Iván Mercado odszedł do Club Estudiantes de La Plata, także występującego w Primera División. Pierwszy ligowy mecz zaliczył tam 7 sierpnia 2010 roku przeciwko CA Newell’s Old Boys (1:0). W tym samym roku zdobył z zespołem mistrzostwo fazy Apertura.

## Kariera reprezentacyjna
W reprezentacji Argentyny Mercado zadebiutował 11 lutego 2010 roku w wygranym 2−1 towarzyskim meczu z reprezentacją Jamajki. W 2007 roku wraz z reprezentacją Argentyny U-20 zdobył Mistrzostwo Świata.